# پرسکا (ایوانگیتسا)
پرسکا (به صربی: Preseka) یک منطقهٔ مسکونی در صربستان است که در ایوانئیتسا واقع شده‌است. پرسکا ۳۱٫۳۷ کیلومتر مربع مساحت و ۳۶۸ نفر جمعیت دارد.